# 성수역

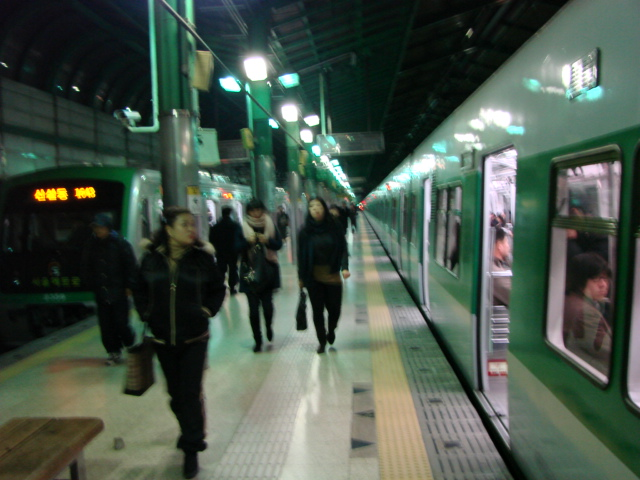
외선순환 본선과 성수지선의 평면 환승 모습. 서울교통공사 2000호대 VVVF 전동차가 4번(성수지선 신설동 방향) 승강장(좌)에 접근하고, 서울교통공사 2000호대 초퍼제어 전동차가 2번(2호선 외선순환) 승강장(우)에 있다.(스크린도어 설치 전, 서울메트로 시절)

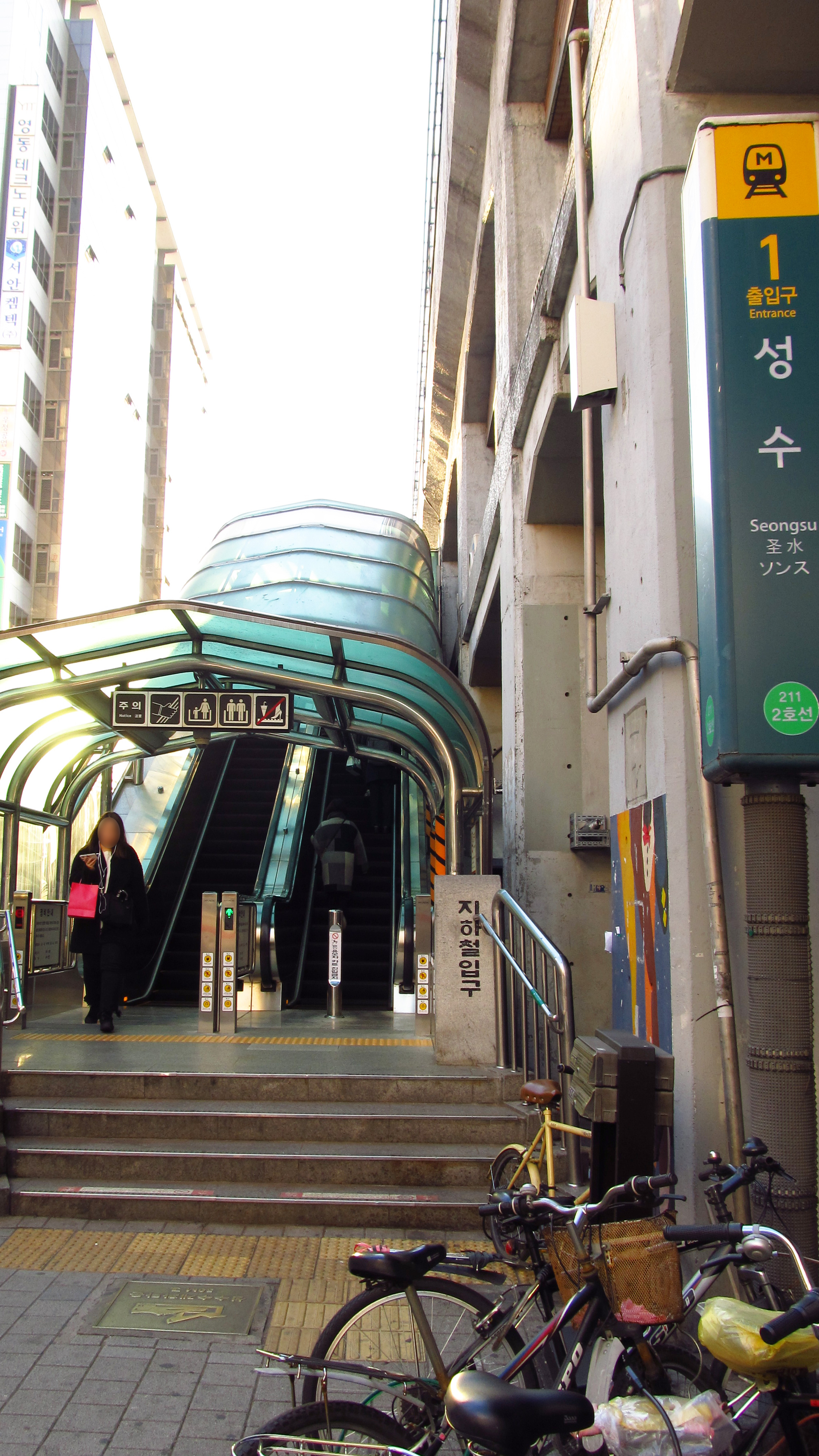
1번 출입구

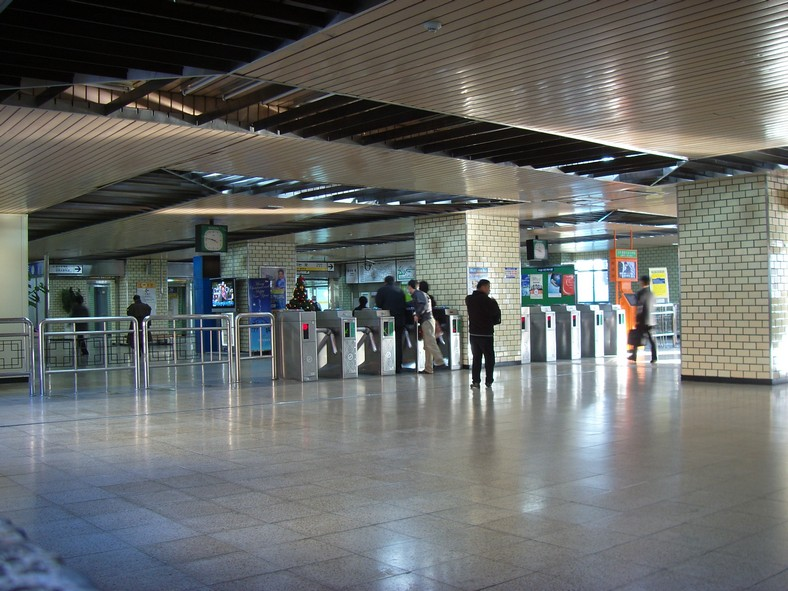
개찰구

성수역(Seongsu Station, 聖水驛)은 서울특별시 성동구 성수동2가에 있는 서울 지하철 2호선의 지하철역이자, 2호선 본선과 성수지선이 분기한 환승역이다. 현재 성수지선의 기점이다. 성수지선의 경우 이 역부터 신답역까지는 지상 구간이다.

## 역사
- 1980년 10월 31일: 서울 지하철 2호선 신설동역~종합운동장역 구간 개통과 함께 영업 개시
- 1983년 9월 16일: 서울 지하철 2호선 을지로입구~성수역 구간 추가 개통과 함께 환승역이 됨

## 역 구조
승강장의 폭이 다른 역에 비해 좁아서 승강장과 대합실을 연결하는 엘리베이터, 에스컬레이터, 중간 계단은 없으며, 대신 휠체어 리프트가 설치되어 있었으나 철거되었다. 현재 승강장과 대합실을 연결하는 엘리베이터는 입·출고 승강장의 빈 공간 쪽으로 공사에 들어갔으며, 2015년 3월 31일에 설치가 완료되었으며 출입구는 4개이다.

### 승강장
| 3 | ● 서울 지하철 2호선 | 내선 순환 성수 출발 잠실 · 강남 방면                         |
| 1 | ● 서울 지하철 2호선 | 내선 순환 건대입구 · 잠실 · 삼성 · 강남 방면                 |
| 2 | ● 서울 지하철 2호선 | 외선 순환 왕십리 · 신당 · 을지로3가 · 을지로입구 · 시청 방면 |
| 4 | ● 성수지선          | 성수지선 당역 종착 용답 · 신답 · 용두 · 신설동 방면          |

1. ↑  내선방면 성수역에 종착한 열차는 1번 승강장을 통해 회차선으로 들어갔다가 3번 출고선 승강장을 통해 군자차량사업소로 입고된다.
2. ↑  외선방면 출고열차는 3번 출고선 승강장을 통해 회차선에서 주박하였다가 출발한다.
3. ↑  외선방면 성수역에 종착한 열차는 4번 승강장을 통해 군자차량사업소로 입고된다.

### 환승
동일 방향으로 운행되는 외선순환 열차와성수지선은 같은 3층 승강장에서 평면 환승을 할 수 있으나 역방향으로 운행되는 내선순환 열차와의 환승은 승강장 아래 2층 통로를 통하여 건너서 환승하여야 한다.

## 역 주변
- 경수중학교
- 국민연금공단 성동광진지사
- 뚝도시장
- 뚝섬우체국
- 서울경동초등학교
- 서울경수초등학교
- 서울성수초등학교
- 성동세무서
- 성수2가1동행정복지센터
- 큐브 엔터테인먼트
- 바나나컬쳐
- 성수2가3동행정복지센터
- 성수공업고등학교
- 성수동우체국
- 성수지구대
- 성원중학교
- KT 성수지사

## 이용객 변동
| 노선  | 노선    | 일평균 인원수 (명/일) | 일평균 인원수 (명/일) | 일평균 인원수 (명/일) | 일평균 인원수 (명/일) | 일평균 인원수 (명/일) | 일평균 인원수 (명/일) | 일평균 인원수 (명/일) | 일평균 인원수 (명/일) | 일평균 인원수 (명/일) | 일평균 인원수 (명/일) | 각주  |
| 노선  | 노선    | 2000년                | 2001년                | 2002년                | 2003년                | 2004년                | 2005년                | 2006년                | 2007년                | 2008년                | 2009년                | 각주  |
| ----- | ------- | --------------------- | --------------------- | --------------------- | --------------------- | --------------------- | --------------------- | --------------------- | --------------------- | --------------------- | --------------------- | ----- |
| 2호선 | 승차    | 19,468                | 19,851                | 20,742                | 20,661                | 22,966                | 21,839                | 21,387                | 21,249                | 20,789                | 21,189                | [ 1 ] |
| 2호선 | 하차    | 21,474                | 22,219                | 23,259                | 22,978                | 24,937                | 23,744                | 23,346                | 23,286                | 23,149                | 23,457                | [ 1 ] |
| 2호선 | 승·하차 | 40,942                | 42,070                | 44,001                | 43,638                | 47,904                | 45,583                | 44,733                | 44,536                | 43,938                | 44,646                | [ 1 ] |
| 노선  | 노선    | 2010년                | 2011년                | 2012년                | 2013년                | 2014년                | 2015년                | 2016년                | 2017년                | 2018년                |                       | [ 1 ] |
| 2호선 | 승차    | 21,516                | 23,136                | 23,484                | 24,050                | 24,231                | 24,653                | 25,325                | 26,206                | 26,957                |                       | [ 1 ] |
| 2호선 | 하차    | 23,885                | 25,620                | 25,800                | 26,435                | 26,565                | 26,982                | 27,605                | 28,479                | 29,329                |                       | [ 1 ] |
| 2호선 | 승·하차 | 45,401                | 48,756                | 49,284                | 50,485                | 50,796                | 51,636                | 52,930                | 54,685                | 56,286                |                       | [ 1 ] |

## 인접한 역
| 서울 지하철 2호선 | 서울 지하철 2호선            | 서울 지하철 2호선      |
| ----------------- | ---------------------------- | ---------------------- |
| 210 뚝섬 외선순환 | ● 서울 지하철 2호선          | 212 건대입구 내선순환  |
| 성수지선          |                              |                        |
| 시·종착역         | ● 서울 지하철 2호선 성수지선 | 211-1 용답 신설동 방면 |

## 사진

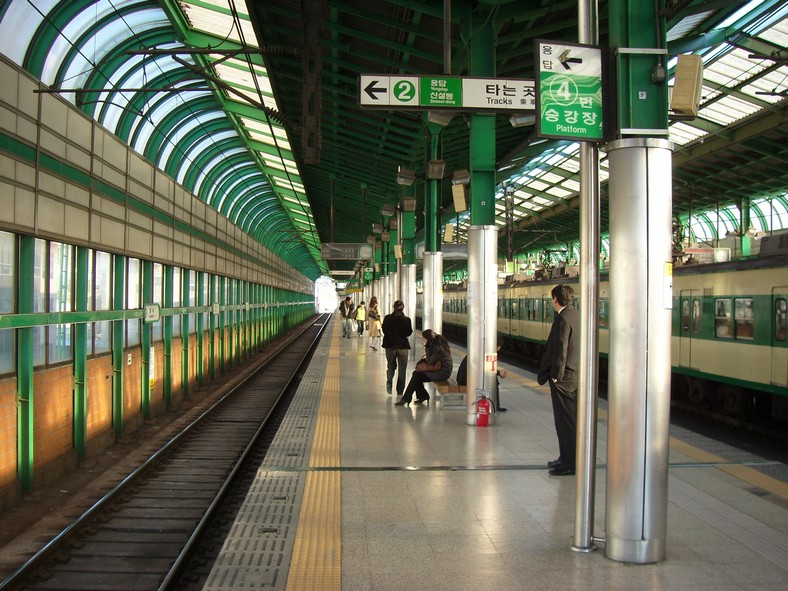
4번(성수지선 신설동 방향) 승강장(좌), 2번(2호선 외선순환) 승강장(우)(스크린도어 설치·LCD 교체 전, 서울메트로 시절)
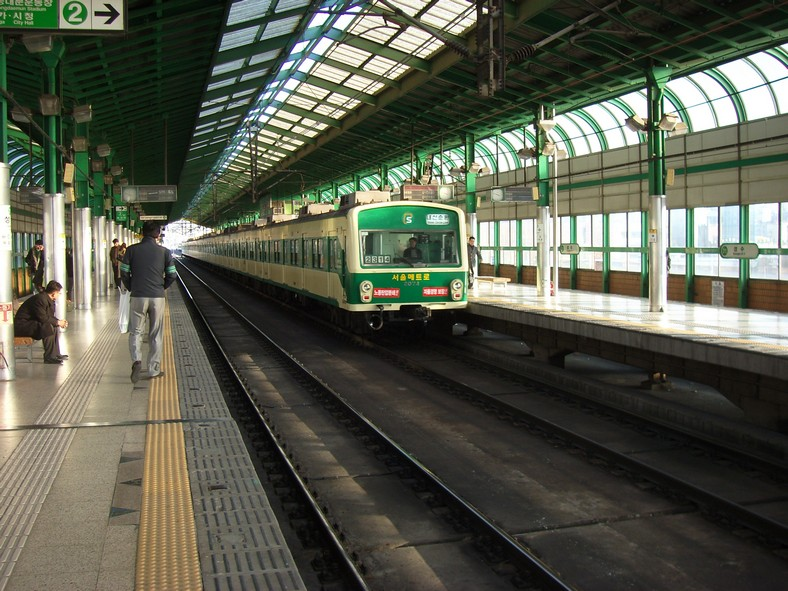
2번(2호선 외선순환) 승강장(스크린도어 설치·LCD 교체 전, 서울메트로 시절)
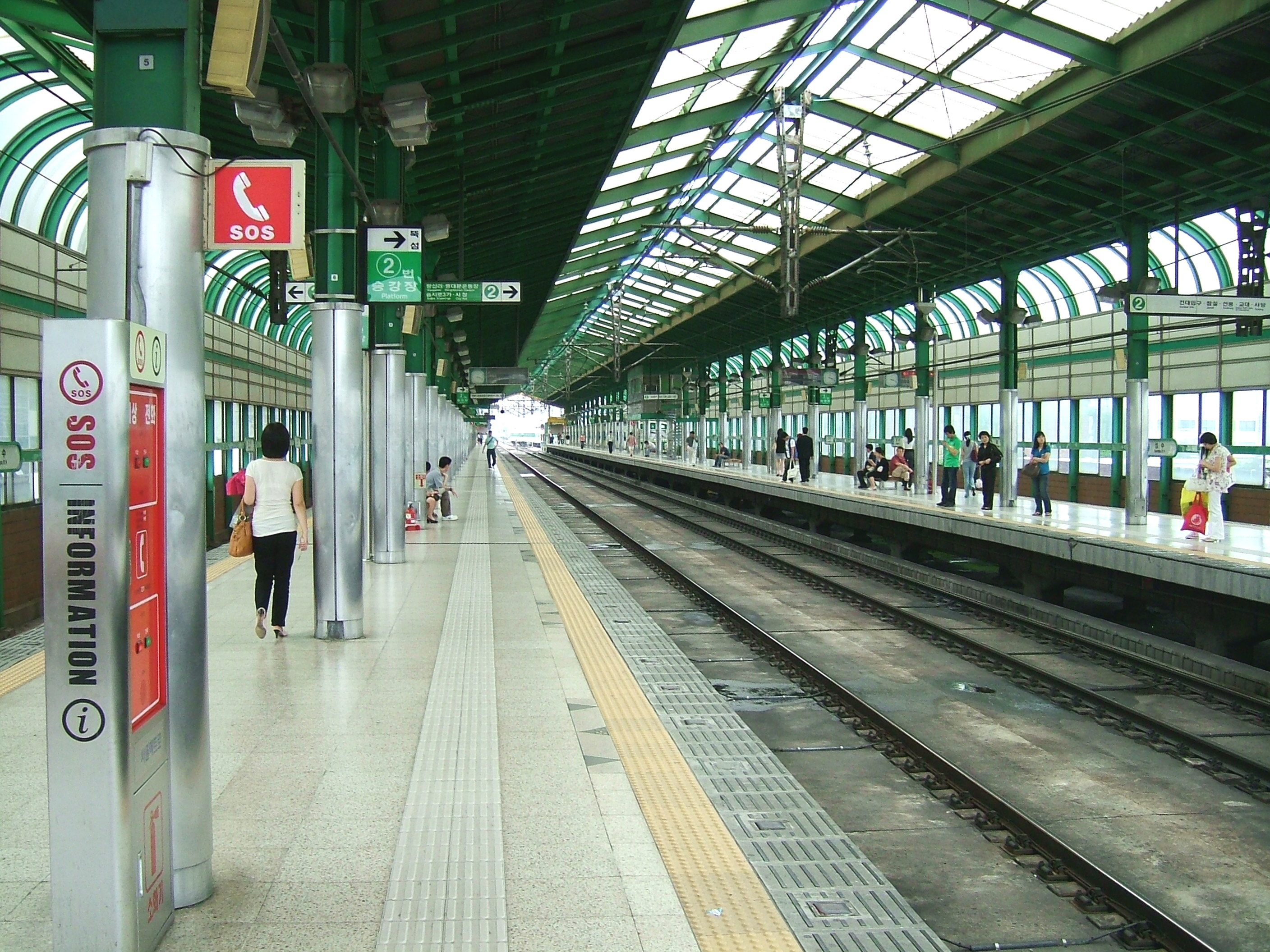
2번(2호선 외선순환) 승강장(스크린도어 설치·LCD 교체 전, 서울메트로 시절)
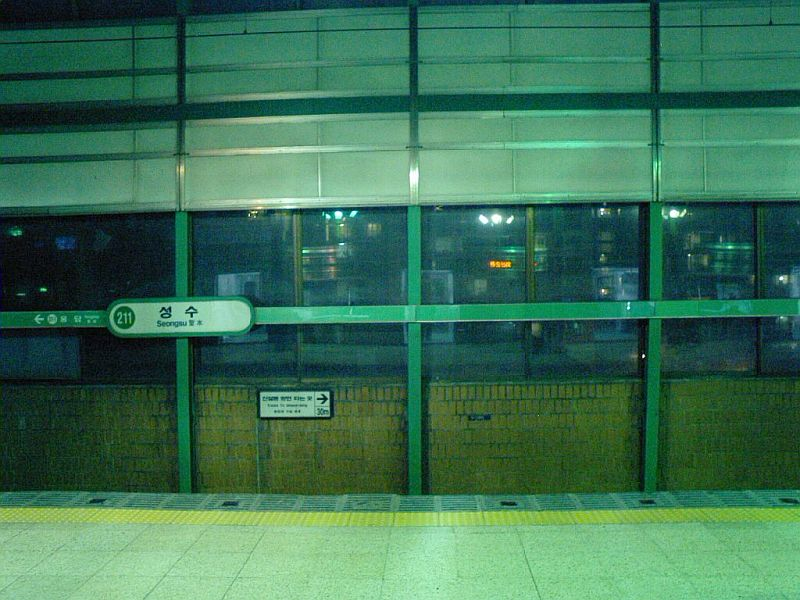
성수지선 신설동 방향 역명판(스크린도어 설치,엘리베이터 공사 전)